# Kanamara Matsuri
Lễ hội Thần đạo Kanamara Matsuri (かなまら祭り) được tổ chức mỗi mùa xuân tại ngôi đền Kanayama (金山神社, かなやまじんじゃ) ở Kawasaki, Nhật Bản. Ngày diễn ra lễ hội là chủ nhật đầu tiên của tháng Tư. Dương vật, chủ đề chính của sự kiện này, được khắc họa qua những hình nộm, kẹo, rau củ được đẽo gọt và một cuộc diễu hành mikoshi.